# Cäsar Rüstow

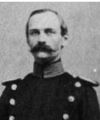
Cäsar Rüstow

Cäsar Rüstow (Brandenburg an der Havel, 18 de Junho de 1826 — Dermbach, 4 de Julho de 1866) foi um oficial e escritor militar prussiano.

## Obras
- Leitfaden der Waffenlehre (Erfurt, 1855)
- Das Miniegewehr (Erfurt, 1855)
- Rückblicke auf Preußens Gewehränderung nach Minieschem System (Erfurt, 1857)
- Die Kriegshandfeuerwaffen (Berlim, 1857-1864; 2 volumes)
- Die neueren gezogenen Infanteriegewehre : Ihre wahre Leistungsfähigkeit und die Mittel, dieselbe zu sichern (Darmstadt, 1862)